# Initiative populaire « Financement des armements et sauvegarde des conquêtes sociales »
L'initiative populaire  « Financement des armements et sauvegarde des conquêtes sociales » est une initiative populaire fédérale suisse, rejetée par le peuple et les cantons le 18 mai 1952.

## Contenu
L'initiative propose d'ajouter trois articles à la Constitution fédérale pour permettre à la Confédération de percevoir un nouvel impôt extraordinaire (appelé « sacrifice de paix ») ainsi qu'une majoration temporaire de l'impôt pour la défense nationale afin de couvrir les frais de réarmement du pays à la suite de la Seconde Guerre mondiale.
Le texte complet de l'initiative peut être consulté sur le site de la Chancellerie fédérale.

## Déroulement

### Contexte historique
Quelques années après la fin de la Seconde Guerre mondiale, l'Assemblée fédérale vote un crédit de 1 464 millions de francs pour financer le réarmement du pays. Le financement de ce crédit fait l'objet d'une proposition du Conseil fédéral. Cette initiative, déposée par le Parti socialiste suisse, est en opposition avec cette proposition gouvernementale en introduisant la levée d'un impôt extraordinaire basé sur la fortune d'une part et en relevant le montant plancher à partir duquel les surtaxes de l'impôt pour la défense nationale sont applicables.

### Récolte des signatures et dépôt de l'initiative
La récolte des 50 000 signatures a débuté le 8 juillet 1951. L'initiative a été déposée le 19 décembre de la même année à la chancellerie fédérale qui l'a déclarée valide le 12 janvier 1952.

### Discussions et recommandations des autorités
Le parlement et le Conseil fédéral recommandent le rejet de cette initiative. Dans son rapport aux chambres fédérales, le gouvernement rejette l'idée d'une contribution extraordinaire sur la fortune en affirmant que la charge fiscale courante est déjà élevée et que le besoin d'une telle contribution, traditionnellement réservée aux périodes de crise, n'est pas justifié. Le gouvernement préfère donc s'en tenir à sa proposition de financement.

### Votation
Soumise à la votation le 18 mai 1952, l'initiative est refusée par 16 4/2 cantons et par 56,3 % des suffrages exprimés. Le tableau ci-dessous détaille les résultats par cantons :

## Effets
La proposition de financement du réarmement du gouvernement, proposée en votation le 6 juillet 1952, soit moins de 3 mois après cette initiative, est également rejetée par le peuple : 58 % des votants la refusent. La Confédération ne put ainsi pas compter sur des recettes supplémentaires pour financer son réarmement et dû étaler celui-ci sur plusieurs années dans le cadre du budget normal de fonctionnement.